# 융커스

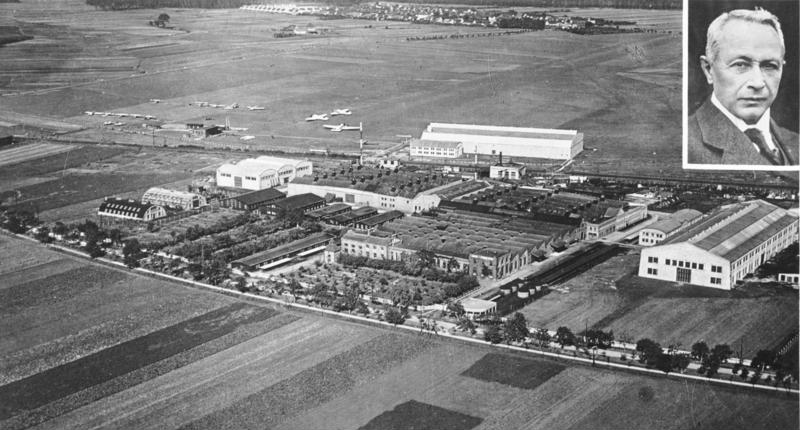

융커스(Junkers, 정식 명칭: Junkers Flugzeug- und Motorenwerke, JFM, 영어: Junkers Aircraft and Motor Works)는 독일의 주요 항공기 및 항공기 엔진 제조사였다. 독일 데사우의 50년 이상의 역사상 세계에서 가장 혁신적이고 가장 잘 알려진 항공기들 중 일부를 생산했다. 처음에 보일러와 방열기를 제조하던 휴고 융커스에 의해 1895년 설립되었다. 제1차 세계 대전 이후로 이 기업은 전금속 항공기를 개발한 것으로 유명해졌다. 제2차 세계 대전 중에 이 기업은 가장 성공적인 루프트바페 항공기 중 일부, 피스톤 및 제트 항공기 엔진을 개발했다.

## 제품

### 항공기
표기
A = Austauschflugzeug (민간 또는 군용에 적합)
EF = Entwurfsflugzeug (실험 항공기)
F = Flugzeug (항공기)
G = Großflugzeug (대형 항공기)
H = aircraft built at Junkers' Moscow plant
K = Kampfflugzeug (폭격기)
S = Spezial (특수)
T = Schulflugzeug (trainer aircraft)
W = Wasserflugzeug (seaplane).
CL = two-seat ground attack
D = single-seat biplane scout, by 1918 used for all single seat scouts.
E = single-seat monoplane scout
J = two-seat armoured close support biplane.
- 융커스 J 1
- 융커스 J 2
- 융커스 J 3
- 융커스 J 4
- 융커스 J 5
- 융커스 J 6
- 융커스 J 7
- 융커스 J 8
- 융커스 J 9
- 융커스 J 10
- 융커스 J 11
- 융커스 J 12
- 융커스 F 13
- 융커스 JG1
- 융커스 J 15
- 융커스 K 16
- 융커스 J 17
- 융커스 J 18
- 융커스 T 19
- 융커스 A 20
- 융커스 J 21
- 융커스 J 22
- 융커스 T 23
- 융커스 G 23
- 융커스 G 24
- 융커스 F 24
- 융커스 A 25
- 융커스 T 26
- 융커스 T 27
- 융커스 J 28
- 융커스 J 29
- 융커스 K 30
- 융커스 G 31
- 융커스 A 32
- 융커스 W 33
- 융커스 W 34
- 융커스 A 35
- 융커스 S 36
- 융커스 K 37
- 융커스 G.38
- 융커스 K 39
- 융커스 J 40
- 융커스 W 41
- 융커스 R 42
- 융커스 K 43
- 융커스 J 44
- 융커스 K 45
- 융커스 Ju 46
- 융커스 K 47
- 융커스 A 48
- 융커스 Ju 49
- 융커스 A50
- 융커스 K 51
- 융커스 Ju 52
- 융커스 Ju 52/3m
- 융커스 K 53
- 융커스 J 54
- 융커스 J 56
- 융커스 J 58
- 융커스 Ju 60
- 융커스 K 85
- 융커스 Ju 85
- 융커스 Ju 86
- 융커스 Ju 87
- 융커스 Ju 88
- 융커스 Ju 89
- 융커스 Ju 90
- 융커스 Ju 160
- 융커스 Ju 186
- 융커스 Ju 187
- 융커스 Ju 188
- 융커스 Ju 248
- 융커스 Ju 252
- 융커스 Ju 268
- 융커스 Ju 286
- 융커스 Ju 287
- 융커스 Ju 288
- 융커스 Ju 290
- 융커스 Ju 322
- 융커스 Ju 352
- 융커스 Ju 388
- 융커스 Ju 390
- 융커스 Ju 488
- 융커스 J 1000

#### 실험 모델
- 융커스 EFo 008
- 융커스 EFo 009
- 융커스 EFo 010
- 융커스 EFo 011
- 융커스 EFo 012
- 융커스 EFo 015
- 융커스 EFo 017
- 융커스 EFo 018
- 융커스 EFo 019
- 융커스 EFo 021
- 융커스 EFo 043
- 융커스 EF 017
- 융커스 EF 024
- 융커스 EF 029
- 융커스 EF 030
- 융커스 EF 031
- 융커스 EF 034
- 융커스 EF 037
- 융커스 EF 048
- 융커스 EF 049
- 융커스 EF 050
- 융커스 EF 052
- 융커스 EF 053
- 융커스 EF 055
- 융커스 EF 056
- 융커스 EF 057
- 융커스 EF 058
- 융커스 EF 059
- 융커스 EF 060
- 융커스 EF 061
- 융커스 EF 062
- 융커스 EF 063
- 융커스 EF 065
- 융커스 EF 072
- 융커스 EF 073
- 융커스 EF 077
- 융커스 EF 082
- 융커스 EF 094
- 융커스 EF 100
- 융커스 EF 101
- 융커스 EF 112
- 융커스 EF 115
- 융커스 EF 116
- 융커스 EF 122
- 융커스 EF 125
- 융커스 EF 126
- 융커스 EF 127
- 융커스 EF 128
- 융커스 EF 130
- 융커스 EF 131
- 융커스 EF 132
- 융커스 EF 135
- 융커스 EF 137
- 융커스 EF 140
- 융커스 EF 150